# 帕莱尔米蒂
帕莱尔米蒂（義大利語：Palermiti），是意大利卡坦扎罗省的一个市镇。总面积18平方公里，人口1279人，人口密度71.1人/平方公里（2009年）。ISTAT代码为079089。